# Восход (Березинський район)
Восход (біл. вёска Восход) — село в складі Березинського району Мінської області, Білорусь. Село підпорядковане Селібській сільській раді, розташоване в східній частині області.